# Al-Miqdadiyya
al-Miqdadiyya (arabiska: المقدادية) är en ort i Irak, huvudort i distriktet med samma namn.   Den ligger i provinsen Diyala, i den centrala delen av landet, 90 km nordost om huvudstaden Bagdad. al-Miqdadiyya ligger 60 meter över havet och antalet invånare är 50 698.